# Rothmannia manganjae
Rothmannia manganjae es una especie de pequeño árbol de la familia de las rubiáceas. Se encuentra en África.

## Descripción
Es un arbusto o árbol pequeño, que alcanza un tamaño de 12 m de altura. Las hojas son opuestas, estrechamente elípticas a oblanceoladas, de color verde brillante, glabras, con el margen ondulado; tiene domacios presentes, pero pequeños. Las flores están fuerte y dulcemente perfumadas, generalmente son solitarias. La corola blanca con manchas de color rojo púrpura. El fruto de 2-4 cm, esférico, negruzco cuando está maduro.

## Distribución
Se distribuye en África por Kenia y Tanzania, al sur de Mozambique.

## Taxonomía
Rothmannia manganjae fue descrita por (Hiern) Keay y publicado en Bulletin du Jardin Botanique de l'État 28: 56, en el año 1958.
Sinonimia
- Gardenia manganjae Hiern basónimo
- Randia buchananii Oliv.
- Randia fratrum K.Krause
- Rothmannia buchananii (Oliv.) Fagerl.
- Rothmannia fratrum (K.Krause) Fagerl.[4]